# Komplexes Problem
Als komplexes Problem wird in der Psychologie ein Problem bezeichnet, welches sich durch folgende fünf Charakteristika von einem einfachen Problem unterscheidet: Komplexität, Vernetztheit, Eigendynamik, Intransparenz und Polytelie. Der Begriff stammt aus der Allgemeinen Psychologie und wurde von Dietrich Dörner geprägt und von Joachim Funke weiterentwickelt.

## Charakteristika
Komplexe Probleme sind durch die folgenden fünf Merkmale gekennzeichnet:
- Komplexität: Komplexität wird traditionellerweise anhand der Anzahl der Variablen in der gegebenen Situation definiert. Zum Lösen des Problems ist daher eine Informationsreduktion notwendig.

- Vernetztheit : Die Variablen der Problemsituation sind untereinander stark vernetzt. Der Grad der Vernetztheit kann dabei allerdings variieren. Eine Variable kann mit einer weiteren bis hin zu allen weiteren Variablen vernetzt sein. Daher besteht die Notwendigkeit zur Strukturierung der Informationen.

- Eigendynamik: Die Variablen des Systems können sich auch ohne Zutun des Problemlösers über die Zeit verändern. Diese Veränderungen sind meist nicht vorhersehbar, wodurch schnelle Entscheidungen erforderlich werden.

- Intransparenz: Bei einem komplexen Problem sind nicht immer alle Informationen zugänglich. Teilweise sind die Informationen nicht vorhanden und teilweise in der aktuellen Situation noch nicht verfügbar. Daher müssen Informationen aktiv beschafft werden.

- Polytelie/Vielzieligkeit: Komplexe Probleme enthalten mehrere, teilweise widersprüchliche Ziele. Der Problemlöser muss deshalb Prioritäten setzen und Kompromisse eingehen.

Gary Klein bringt im Rahmen seiner Forschung zum lebensnahen Entscheiden (Naturalistic Decision Making) als weiteres Charakteristikum die emotionale und motivationale Bedeutsamkeit (high stakes) eines Problems ein. Das bedeutet, das Problem muss für den Problemlöser emotional bedeutsam erscheinen und ihn dazu motivieren, eine Lösung zu finden.
Inwieweit diese Eigenschaften tatsächlich nützlich sind, komplexe Probleme von einfachen Problemen (z. B. Turm von London) zu unterscheiden, ist nicht unumstritten. So ist beispielsweise die Unterscheidung zwischen Komplexität und Vernetzheit problematisch, da jene zwei Eigenschaften in starker Wechselwirkung miteinander stehen. Weiterhin gibt es in diesem Kontext keine für die Komplexität eindeutige Definition, die es ermöglicht, ein Problem als mehr oder weniger komplex zu beschreiben.

## Psychologische Diagnostik
Aufgrund der Charakteristika komplexer Probleme wird zur Messung der Fähigkeit zum Lösen komplexer Probleme auf Computerprogramme (sog. Mikrowelten) zurückgegriffen, um dynamische und intransparente Situationen zu präsentieren. Mikrowelten als computersimulierte Szenarien versuchen dabei realistische Problemsituationen darzustellen. Bekannte Mikrowelten in dieser Forschungstradition sind die Schneiderwerkstatt, FSYS oder PowerPlant.
Neuere Arbeiten, basierend auf den Forschungsarbeiten von Joachim Funke, verwenden einen anderen Ansatz: minimal komplexe Systeme. Dazu wird der Realitätsbezug weniger stark und die psychometrischen Gütekriterien (d. h. insbesondere die Reliabilität) dafür besonders betont. Die Erhebungsinstrumente erfüllen einerseits noch immer die fünf Charakteristika eines komplexen Problems, weisen gleichzeitig aber die geringsten Ausprägungen dieser Charakteristika auf. Bekannte Erhebungsinstrumente in dieser Forschungstradition sind MicroDYN, MicroFIN und Genetics Lab. Dieser Messansatz ist auch im Rahmen der internationalen PISA-Studie 2012 zum Einsatz gekommen.

## Problemlösen und psychologische Konstrukte
In der Forschung zum Lösen komplexer Probleme wird diskutiert, ob komplexes Problemlösen und Intelligenz substantiell gleiche Konstrukte darstellen. Die eine Forschungstradition (u. a. vertreten durch Dietrich Dörner und Joachim Funke) argumentiert, dass die Fähigkeit des komplexen Problemlösens mehr beinhalte als Intelligenz alleine und postulierte sogar eine neue Fähigkeit, die Operative Intelligenz. Die andere Forschungstradition (u. a. vertreten durch Heinz-Martin Süß) formulierte die These, dass ein substantieller Zusammenhang zwischen den beiden Konstrukten bestehe. Süß konnte in einer umfangreichen Arbeit zu dieser Fragestellung empirisch nachweisen, dass die Leistung beim komplexen Problemlösen nahezu vollständig durch Intelligenz und Wissen erklärt werden kann. Auch in neueren Arbeiten werden durchweg empirische Zusammenhänge zwischen der komplexen Problemlöseleistung und Leistungen in Intelligenztests gefunden, deren Höhe vergleichbar mit Korrelationen zwischen verschiedenen Intelligenztests ist. Daher kann davon ausgegangen werden, dass komplexes Problemlösen eher die Leistung in neuartigen, interaktiven Intelligenztests beschreibt, als tatsächlich eine von Intelligenz verschiedene Fähigkeit darstellt.
Auch der Zusammenhang zu anderen Konstrukten wie z. B. Arbeitsgedächtnis, Persönlichkeitseigenschaften, Motivation oder Emotionen wurde untersucht. Bei einfachen Problemen führen beispielsweise positive Affekte zu einer besseren Leistung, wobei der Einfluss von Emotionen auf die Problemlösefähigkeit bei komplexen Problemen nicht vollständig geklärt ist.
Die Forschung zu Naturalistische Entscheidungsfindung und Dynamic Decision Making im angloamerikanischen Sprachraum beschäftigt sich ebenfalls mit komplexen Problemen.

## Komplexe globale Probleme
Komplexe Probleme, welche die ganze Welt betreffen, werden als „Global Issues“ im 2015 vereinbarten „Weltzukunftsvertrag“ der Vereinten Nationen adressiert:
- Armut
- Aussterben von Arten
- Ernährungssicherung
- Friedenssicherung
- Gleichstellung der Geschlechter
- Klimawandel
- Pandemien
- Umweltverschmutzung

## Komplexe Probleme als „Wicked Problems“

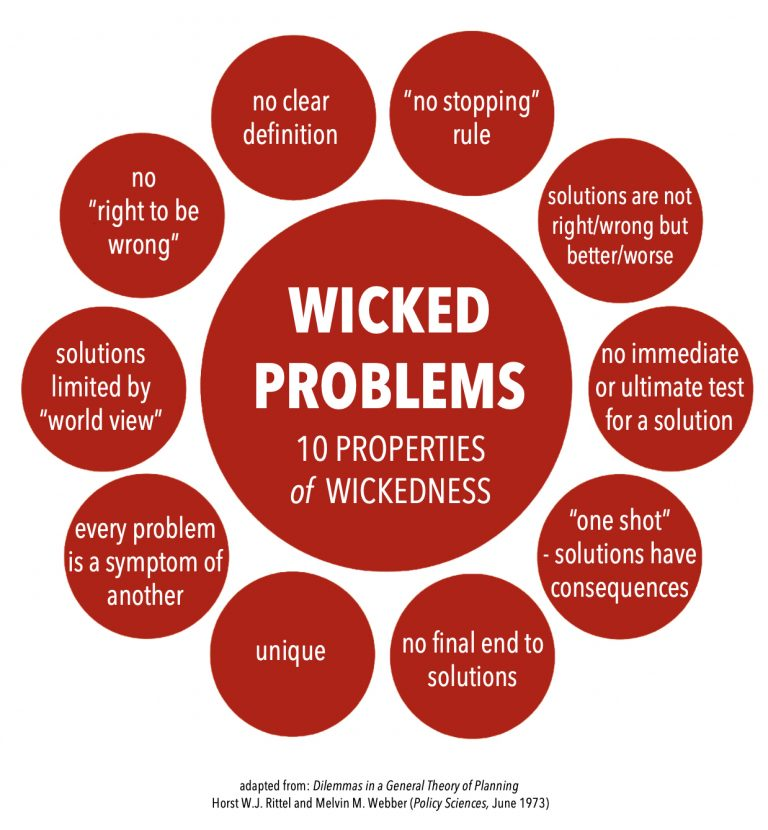
10 Properties of Wicked Problems

Der Designtheoretiker Horst Rittel untersuchte seit Mitte der 1960er Jahre gemeinsam mit Melvin Webber Planungs- und Gestaltungsprozesse und kam zu dem Schluss, dass soziale und gesellschaftliche Planungsprobleme in einer offenen Gesellschaft weder definitiv formuliert werden können noch eindeutig und endgültig lösbar sind. Diese „vertrackten“ oder „bösartigen Probleme“ erfordern nach Rittel einen transdisziplinären, iterativen Lernprozess, der – eingebettet in einen organisatorischen Rahmen – wiederholt Varietät erzeugt und reduziert. Nach Wolfgang Jonas kann Rittel damit als Vordenker des Social Transformation Design angesehen werden.